# Huỳnh Thu Sinh
Anthony William Perry, thường được biết đến với nghệ danh Huỳnh Thu Sinh (giản thể: 黄秋生; phồn thể: 黃秋生; bính âm: Huáng Qiūshēng, tiếng Anh: Anthony Wong Chau-sang; sinh ngày 2 tháng 9 năm 1961), là một nam diễn viên người Hồng Kông gốc Anh.

## Tiểu sử
Huỳnh Thu Sinh với tên khai sinh Anthony William Perry sinh ra tại Hồng Kông và là con ngoài giá thú. Mẹ ông là người gốc Giang Môn, Quảng Đông. Ông ngoại ông bị quân Nhật giết trong chiến tranh nên mẹ anh cùng bà ngoại lánh sang Hồng Kông. Cha ông là một người Anh, cựu nhân viên trong Cục Vật tư của chính phủ Anh đóng tại Hồng Kông. Năm ông lên 4 tuổi, cha ông bỏ rơi hai mẹ con, từ đó ông lấy họ của mẹ, cuộc sống của hai mẹ con rất khốn khó.

## Sự nghiệp
Ông bắt đầu nghề diễn khi tham gia lớp đào tạo diễn viên của hãng truyền hình ATV và sau đó vào học tại Học viện sân khấu điện ảnh Hồng Kông.
Ở giai đoạn đầu, Huỳnh thường được giao những vai phản diện như trong các phim Hard Boiled của đạo diễn Ngô Vũ Sâm cùng Châu Nhuận Phát và Lương Triều Vĩ, Đông phương tam hiệp của đạo diễn Đỗ Kỳ Phong và phim kinh dị Bánh bao nhân thịt người đã giúp ông đoạt giải Kim Mã cho Vai nam chính xuất sắc nhất.
Năm 1994, Huỳnh Thu Sinh có vai diễn đột phá trong bộ phim hành động Rock N'Roll Cop. Ông cũng xuất hiện trong hai phần của loạt phim nổi tiếng Người trong giang hồ với vai Đại Phi. Năm 1995, Huỳnh bắt đầu sự nghiệp đạo diễn với bộ phim New Tenant. Huỳnh Thu Sinh sau đó tiếp tục thành công với những vai phụ của mình như trong các phim Vô gian đạo (2002) và The Medallion (2003).
Trong một cuộc phỏng vấn thực hiện năm 2005, Huỳnh Thu Sinh đã nói rằng rất nhiều phim ông đóng trong thập niên 1980 và nửa đầu thập niên 1990 là những phim có chất lượng rất thấp như bộ phim cấp 3 Raped by an Angel 4: The Raper's Union và chính Huỳnh cũng không coi trọng những vai diễn trong các bộ phim đó. Tuy nhiên, ông không hối hận với quyết định của mình vì khi đó ông cần tiền để nuôi mẹ, vợ và hai con.
Bên cạnh sự nghiệp diễn xuất, Huỳnh Thu Sinh còn là ca sĩ chính cho một ban nhạc punk rock ở Hồng Kông.

## Giải thưởng
Giải thưởng điện ảnh Hồng Kông
- Vai nam chính xuất sắc nhất cho vai diễn trong phim Hong Kong Criminal Archives II
- Vai nam chính xuất sắc nhất cho vai diễn trong phim Beast Cops
- Vai nam phụ xuất sắc nhất cho vai diễn trong phim Vô gian đạo
- Vai nam phụ xuất sắc nhất cho vai diễn trong phim Initial D

Giải thưởng điện ảnh Kim Mã (Đài Loan)
- Vai nam phụ xuất sắc nhất cho vai diễn trong phim Princess-D
- Vai nam phụ xuất sắc nhất cho vai diễn trong phim Vô gian đạo
- Vai nam phụ xuất sắc nhất cho vai diễn trong phim Initial D

## Các phim tham gia
- My Name Ain't Suzie (1985)
- The Final Judgement (1989)
- No Risk, No Gain (1990)
- Dancing Bull (1990)
- When Fortune Smiles (1990)
- The Big Score (1990)
- The Set Up (1990)
- An Eternal Combat (1991)
- Thần bài II (1991)
- Erotic Ghost Story II (1991)
- Don't Fool Me (1991)
- Angel Hunter (1992)
- Now You See Love... Now You Don't (1992)
- Her Fatal Ways 3 (1992)
- Full Contact (1992)
- Hard Boiled (1992)
- What A Hero! (1992)
- The Invincible Constable (1993)
- Bánh bao nhân thịt người (1993)
- Thiên nhược hữu tình II (1993)
- Đông phương tam hiệp (1993)
- Taxi Hunter (1993)
- Retribution Sight Unseen (1993)
- Madam City Hunter (1993)
- Love to Kill (1993)
- Executioners (1993)
- Bác sĩ cừu non (1993)
- Master Wong Vs Master Wong (1993)
- Trường học Uy Long 3 (1993)
- Legal Innocence (1993)
- Daughter of Darkness (1993)
- The Tigers - The Legend of Canton (1993)
- Tế Công (1993)
- The Underground Banker (1993)
- Organized Crime & Triad Bureau (1994)
- Brother of Darkness (1994)
- Rock N'Roll Cop (1994)
- Bomb Disposal Officer: Baby Bomb (1994)
- Awakening (1994)
- Cop Image (1994)
- A Gleam of Hope (1994)
- Now You See Me Now You Don't (1994)
- Land of Treasure (1995)
- New Tenant (1995)
- Our Neighbour Detective (1995)
- Highway Man (1995)
- The Day that Doesn't Exist (1995)
- Husbands & Wives (1995)
- Another Chinese Cop (1996)
- Người trong giang hồ (1996)
- Người trong giang hồ 2 (1996)
- Top Banana Club (1996)
- Ebola Syndrome (1996)
- Người trong giang hồ 3 (1996)
- Big Bullet (1996)
- Mongkok Story (1996)
- Out of the Blur (1996)
- Mặt nạ đen (1996)
- Viva Erotica (1996)
- Clan of Amazons (1996)
- Armageddon (1997)
- Người trong giang hồ 4 (1997)
- Midnight Zone (1997)
- Jail in Burning Island (1997)
- Teaching Sucks! (1997)
- Option Zero (1997)
- Dã thú đặc cảnh (1998)
- Người trong giang hồ 5 (1998)
- The Group (1998)
- The Demon's Baby (1998)
- Haunted Mansion (1998)
- Rape Trap (1998)
- GOD.COM (1998)
- Mr. Wai-go (1998)
- Phong Vân (1998)
- Bánh bao nhân thịt người 2 (1998)
- Metade Fumaca (1999)
- Heaven of Hope (1999)
- Deadly Camp (1999)
- A Lamb in Despair (1999)
- The Legendary "Tai Fei" (1999)
- Fascination Amour (1999)
- Raped by an Angel 4: The Raper's Union (1999)
- Ordinary Heroes (1999)
- Trung Hoa anh hùng (1999)
- Erotic Nightmare (1999)
- The King of Debt Collecting Agent (1999)
- The Mission (1999)
- Long tại biên duyên (Rồng nơi biên giới) (1999)
- Ungrateful Tink (1999)
- The Kingdom of Mob (1999)
- Nan huynh nan đệ (Huynh đệ song hành) (2000)
- Phantom Call (2000)
- Baroness (2000)
- Violent Cop (2000)
- Fist Power (2000)
- Queenie & King the Lovers (2000)
- Evil Fade (2000)
- Home for a Villain (2000)
- Hong Kong History X (2000)
- When a Man Loves a Woman (2000)
- Ransom Express (2000)
- Time and Tide (2000)
- Giang hồ (2000)
- X-Cop Girls (2000)
- Take Top (2000)
- Bloody Secret (2000)
- Ghost Meets You (2000)
- Gen-Y Cops (2000)
- Story of Prostitutes (2000)
- Return to Dark (2000)
- Let It Be (2000)
- United We Stand, And Swim (2001)
- Runaway (2001)
- Thou Shall Not Commit (2001)
- City of Desire (2001)
- My Life as McDull (2001)
- The Legend of a Professional (2001)
- Special Strike (2001)
- Visible Secret (2001)
- Fighting to Survive (2002)
- U-Man (2002)
- Princess D (2002)
- Just One Look (2002)
- Vô gian đạo (2002)
- Cat and Mouse (2003)
- Diva Ah Hey (2003)
- Colour of the Truth (2003)
- The Twins Effect (2003)
- The Medallion (2003)
- Fu Bo (2003)
- Vô gian đạo 2 (2003)
- Vô gian đạo 3 (2003)
- Golden Chicken 2 (2003)
- Magic Kitchen (2004)
- 20:30:40 (2004)
- A-1 Headline (2004)
- Slim Till Dead (2005)
- Gia đình tinh võ (House of Fury) (2005)
- 2 Young (2005)
- Demoniac Flash (2005)
- Initial D (2005)
- Mob Sister (2005)
- All About Love (2005)
- McDull, The Alumni (2006)
- Exiled (2006)
- The Painted Veil (2006)
- Tuyết sơn phi hồ (2006)
- Bí mật không thể nói (2007)
- Tân Anh hùng xạ điêu (2008)
- Xác ướp 3: Lăng mộ Tần Vương (2008)
- Dương Quý Phi bí sử (2009)
- Báo thù (2009)
- Hồng Môn Yến (2011)
- Diệp Vấn: Trận chiến cuối cùng (2013)
- Tứ đại danh bổ (2012)
- Tứ đại danh bổ 2 (2013)
- Tứ đại danh bổ 3 (2014)
- Quyết chiến thực thần (2017)